# Federación Mundial de Croquet
La Federación Mundial de Croquet (en inglés, World Croquet Federation; WCF) es el ente rector del croquet en todo el mundo. Se fundó en 1986.
Existen tres categorías de miembros: miembros plenos, asociados y organizaciones reconocidas. Los miembros plenos y asociados pueden votar en el Consejo de la WCF y tienen entre dos y ocho votos, según la cantidad de socios individuales que tengan; los miembros asociados tienen un voto cada uno. Los miembros plenos y asociados también tienen derecho a enviar al menos un representante a cualquier campeonato mundial individual de la WCF y un equipo a cualquier campeonato mundial por equipos de la WCF.
La WCF organiza campeonatos mundiales de croquet AC (association croquet) y de croquet GC (golf croquet). Estos incluyen campeonatos individuales, campeonatos por equipos, campeonatos individuales femeninos AC y GC y campeonatos individuales GC para mayores de 60 años y menores de 21 años.

## Miembros

### Plenos
- Australia Croquet Association
- Croquet Canada
- Egyptian Croquet Federation
- Croquet England
- Deutscher Krocket Bund
- Croquet Association of Ireland
- Croquet New Zealand
- Scottish Croquet
- South African Croquet Association
- Federación Española de Croquet
- Svenska Kroquetforbundet
- United States Croquet Association
- Welsh Croquet Association

### Asociados
- Czech-Moravian Croquet Federation
- Latvijas Kroketa Federacija
- Croquet México
- Norges Croquet Forbund
- Portuguese Croquet Association
- Association Suisse de Croquet